# روبرت ریماک
روبرت ریماک (آلمانی: Robert Remak؛ ۲۶ ژوئیه ۱۸۱۵ – ۲۹ اوت ۱۸۶۵) یک دانشمند در زمینه رویان‌شناسی، فیزیولوژی، و عصب‌شناسی اهل آلمان بود. او پدرِ ارنست ریماک و پدربزرگِ روبرت ریماک (ریاضی‌دان) بود.
ریماک در سال ۱۸۴۴میلادی، سلول‌های عصبی در بافت قلب را کشف کرد که امروز «گانگلیون‌های ریماک» نامیده می‌شود. وی، فیبرهای عصبی بدون غلاف را در سال ۱۸۳۸میلادی را کشف و نظریه توخالی بودن اعصاب را رد کرد و در سال ۱۸۴۲میلادی سه لایه جنینی برون‌پوست (اکتوردم)، میان‌پوست (مزودرم) و درون‌پوست (اندودرم) را نامگذاری کرد.